# Olympische Sommerspiele 2008/Teilnehmer (Laos)
| Gelbes Symbol für Goldmedaillen mit stilisierten Olympischen Ringen | Graues Symbol für Silbermedaillen mit stilisierten Olympischen Ringen | Braundes Symbol für Bronzemedaillen mit stilisierten Olympischen Ringen |
| ------------------------------------------------------------------- | --------------------------------------------------------------------- | ----------------------------------------------------------------------- |
| —                                                                   | —                                                                     | —                                                                       |

Laos war mit der Teilnahme an den Olympischen Sommerspielen 2008 in Peking insgesamt zum 7. Mal bei Olympischen Spielen vertreten. Die erste Teilnahme war 1980.

## Teilnehmer nach Sportarten

### Leichtathletik
| Disziplin        | Männer                  | Frauen                 |
| ---------------- | ----------------------- | ---------------------- |
| 100 Meter Sprint | Souksavanh Tonsacktheva | Philaylack Sackpaseuth |

### Schwimmen
- Vilayphone Vongphachanh
Frauen, 50 Meter Freistil
- Thepphithak Chindavong
Männer, 50 Meter Freistil